# Ligne Kintetsu Nagano
Ne doit pas être confondu avec Ligne Nagano ou Ligne Shinkansen Nagano.
La ligne Kintetsu Nagano (近鉄長野線, Kintetsu Nagano-sen) est une ligne ferroviaire du réseau Kintetsu située dans la préfecture d'Osaka au Japon. Elle relie la gare de Furuichi à Habikino à la gare de Kawachinagano à Kawachinagano. C'est une branche de la ligne Kintetsu Minami Osaka.

## Histoire
La première section de la ligne a été inaugurée le 14 avril 1898 entre Furuichi et Tondabayashi par le chemin de fer de Kayō (河陽鉄道, Kayō Tetsudō). En 1902, la ligne est prolongée à Takidanifudō puis à Nagano (aujourd'hui Kawachinagano), complétant la ligne.

## Caractéristiques

### Ligne
- Longueur : 12,5 km
- Écartement : 1 067 mm
- Alimentation : 1 500 V par caténaire
- Nombre de voies :
  - double voie de Furuichi à Tondabayashi
  - voie unique de Tondabayashi à Kawachinagano

### Interconnexions
La ligne a des services interconnectés avec la ligne Kintetsu Minami Osaka à Furuichi.

### Liste des gares
La ligne comporte 8 gares numérotées de O16 à O23.
| Numéro | Gare                    | Nom japonais | Distance depuis Furuichi (km) | Correspondances                          | Localisation  | Localisation |
| ------ | ----------------------- | ------------ | ----------------------------- | ---------------------------------------- | ------------- | ------------ |
| O16    | Furuichi                | 古市         | 0                             | Kintetsu : Minami Osaka (interconnexion) | Habikino      |              |
| O17    | Kishi                   | 喜志         | 3,4                           |                                          | Tondabayashi  |              |
| O18    | Tondabayashi            | 富田林       | 5,7                           |                                          | Tondabayashi  |              |
| O19    | Tondabayashi-nishiguchi | 富田林西口   | 6,3                           |                                          | Tondabayashi  |              |
| O20    | Kawanishi (ja)          | 川西         | 7,3                           |                                          | Tondabayashi  |              |
| O21    | Takidanifudō            | 滝谷不動     | 8,4                           |                                          | Tondabayashi  |              |
| O22    | Shionomiya              | 汐ノ宮       | 10,5                          |                                          | Kawachinagano |              |
| O23    | Kawachinagano           | 河内長野     | 12,5                          | Nankai : Kōya                            | Kawachinagano |              |